# Hey Süsser
Hey Süsser ist ein Lied der deutschen Band Lucilectric aus dem Jahr 1994.

## Entstehung und Veröffentlichung
Geschrieben wurde das Lied gemeinsam von den beiden Lucilectric-Mitgliedern Ralf Goldkind und Luci van Org. Für die Produktion zeichneten Andreas Herbig und Annette Humpe verantwortlich.
Die Erstveröffentlichung von Hey Süsser erfolgte im Jahr 1994 bei Sing Sing Records. Es erschien als 7″-Single mit einem Remix als B-Seite (Katalognummer: 74321 22128 7) sowie als CD-Maxi-Single mit drei Remixen und dem Lied Schande als B-Seite (Katalognummer: 74321 22128 2). Am 25. April 1994 erschien das Lied als Teil von Lucilectrics Debütalbum Mädchen (Katalognummer: 74321 18889-2), dessen zweite Singleauskopplung es ist.

## Inhalt
„Oh Süsser bleib einfach hier.

Wenn die anderen zur Arbeit geh’n.

Geh’ ich ins Bett mit dir.“

## Musikvideo
Das unter der Regie von Rainer Thieding entstandene Musikvideo zeigt die Interpretin Luci van Org singend und in einem roten Kleid in einer Wasserlilie. Ralf Goldkind treibt neben ihr Ukulele spielend auf einem Floß.

## Kommerzieller Erfolg

### Chartplatzierungen
| ChartsChartplatzierungen | Höchstplatzierung | Wochen |
| ------------------------ | ----------------- | ------ |
| Deutschland (GfK)        | 33 (18 Wo.)       | 18     |
| Österreich (Ö3)          | 1 (21 Wo.)        | 21     |
| Schweiz (IFPI)           | 28 (6 Wo.)        | 6      |

| ChartsJahrescharts (1994) | Platzierung |
| ------------------------- | ----------- |
| Österreich (Ö3)           | 13          |

### Auszeichnungen für Musikverkäufe
| Land/Region       | Auszeichnungen für Musikverkäufe (Land/Region, Auszeichnung, Verkäufe) | Verkäufe |
| ----------------- | ---------------------------------------------------------------------- | -------- |
| Österreich (IFPI) | Gold                                                                   | 25.000   |
| Insgesamt         | 1× Gold ·                                                              | 25.000   |